# Больдогкеваралья
Болдогкеваралья, угор. Boldogkőváralja — село в регіоні Північна Угорщина, близько кордону з Кошицьким краєм Словаччини.

## Географія
Лежить в долині Горнад на захід від гірського масиву Земплінске Врхи, приблизно у 52 км на північний схід від м. Мішкольц.

## Історія
Історія села тісно пов'язана із замком Boldogkő, поряд з яким воно розвивалося. Елек Феньєш, угорський статистик і географ, наводить стару слов'янську назву села: Подболдок. Замок першого разу згадується у листі 1282 р. як Castrum Boldua; він являв собою одну з твердинь, які були створені уздовж північних кордонів Мадярського королівства після західного походу монголів. На початку XIX століття село отримало статус містечка, угор. mezőváros з правом чинити торговлю.

## Демографія
Згідно до перепису 2011 р., село мало наступний етнічний та релігійний склад
Етнічні групи
Угорці 86,1 %; роми 14,3 %; русини 2,3 %; (не дали відповіді 13,9 %)
ВіраРимські католики 43,8 %; греко-католики 8,3 %; реформати 3,9 %; євангелісти 0,1 %; інші конфесії 0,3 %; атеїсти 5,6 %; (не дали відповіді 32 %)
Історично в селі також жили євреї, які були знищені під час 2-ї світової війни.

## Визначні мешканці
- Микола Бескид (1883—1947), священник, історик.